# 李絿
李絿（8世纪—835年4月7日），唐朝皇子，本名李淮，是唐顺宗李诵的第十子，生母不详。
生年没有记载，当在长兄唐宪宗出生的778年之后。贞元四年（788年），李絿被祖父唐德宗封为宣城郡王（《新唐书》为德阳郡王，本名李湑），授太常卿。贞元二十一年（805年），李絿被父亲唐顺宗封为冀王，太和九年（835年）三月初六，李絿去世。